# Publius Aelius Marcianus (Präfekt)
Publius Aelius Marcianus war ein im 2. Jahrhundert n. Chr. lebender Angehöriger des römischen Ritterstandes (Eques).
Durch eine Inschrift, die in Poetovio gefunden wurde, ist belegt, dass Marcianus Kommandeur (Praefectus) einer Cohors I Germanorum war.
Er ließ die Inschrift zusammen mit seinem Bruder Publius Aelius Marinus auf einem Sarkophag für ihre Eltern (parentibus pientissimis) errichten. Aus der Inschrift geht auch hervor, dass die beiden Brüder in ihrer Heimatgemeinde Mitglieder des Ordo decurionum waren (decurio coloniae).

## Cohors I Germanorum
Es gab mehrere Einheiten mit dieser Bezeichnung (siehe Cohors I Germanorum). Welche Einheit Marcianus kommandiert hat, geht aus der Inschrift nicht hervor. John Spaul ordnet Marcianus der Cohors I Germanorum (Germania) zu, die in der Provinz Germania superior stationiert war. Marjeta Šašel Kos hält es für wahrscheinlich, dass er die Einheit kommandierte, die in Germania superior stationiert war. Florian Matei-Popescu sieht es dagegen für unmöglich an, zu entscheiden, ob Marcianus die Einheit in Germania superior kommandierte oder die Cohors I Germanorum (Moesia), die in der Provinz Moesia inferior stationiert war. Jörg Scheuerbrandt nimmt an, dass er entweder die Einheit in Moesia inferior kommandierte oder die Cohors I Germanorum (Cappadocia), die in der Provinz Cappadocia stationiert war.

## Datierung
Die Inschrift wird bei der EDCS auf 131/170 datiert. Marjeta Šašel Kos hält es für wahrscheinlich, dass die beiden Brüder während der Regierungszeit von Antoninus Pius (138–161) als Kommandeure der beiden Auxiliareinheiten dienten.